# Массадіо Айдара
Массадіо́ Айдара́ (фр. Massadio Haïdara; нар. 2 грудня 1992, Трапп, Франція) — малійський та французький футболіст, лівий захисник клубу «Брест» та національної збірної Малі.

## Клубна кар'єра
Массадіо Айдара є вихованцем «Нансі». За основну команду дебютував 11 грудня 2010 року в матчі проти «Сошо», а 10 січня 2011 року підписав перший у своєму житті професійний контракт з «Нансі» терміном на три роки.

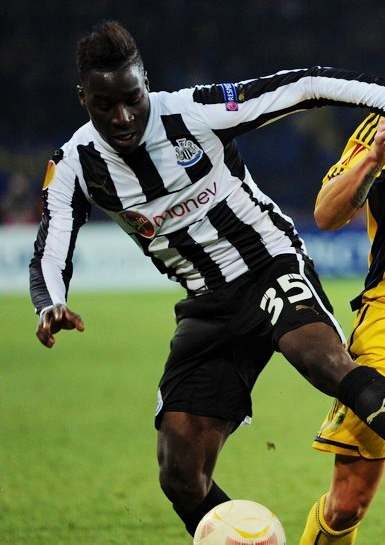
Массадіо Айдара під час виступів за «Ньюкасл Юнайтед». 2013 рік.

25 січня 2013 року Массадіо Айдара підписав контракт на п'ять з половиною років з англійським «Ньюкасл Юнайтед». Дебютував у «Ньюкасл Юнайтед» 21 лютого 2013 року в матчі Ліги Європи УЄФА проти «Металіст» (Харків). Після цього захисник відіграв ще у 4 поєдинках Ліги Європи — проти «Анжі» та «Бенфіки», але у березні в грі Прем'єр-ліги проти «Віган Атлетік» отримав травму зв'язок коліна, через що пропустив решту сезону. Після відновлення француз так і не зумів стати основним гравцем «сорок» і після закінчення контракту він залишив клуб влітку 2018 року, зігравши за 5,5 років лише 54 гри в усіх турнірах.
2 липня 2018 року Айдара підписав контракт з клубом французького другого дивізіону «Лансом» і допоміг команді 2020 року посісти 2 місце та вийти до Ліги 1.

## Збірна
У юнацьку національну збірну Франції до 19 років Массадіо Айдара був викликаний у лютому 2011 року, на гру проти збірної Нідерландів. У цьому матчі він відіграв на полі 7 хвилин. Згодом виступав за французькі збірні до 20 та 21 року.
9 листопада 2018 року його вперше було викликано у національну збірну Малі, втім через травму підколінного сухожилля захисник змушений був пропустити матчі. В березні наступного року Айдара знову викликаний до збірної і цього разу 26 березня 2019 року в товариському матчі проти Сенегалу (1:2) дебютував у національній збірній. А вже влітку Айдара поїхав з командою на Кубок африканських націй 2019 в Єгипті, де зіграв в одному матчі проти Анголи (1:0).
Згодом у складі збірної був учасником Кубка африканських націй 2021 року в Камеруні, де у матчі з Мавританією (2:0) забив гол, допомігши своїй команди вийти з групи з першого місця.
| Дата       | Місто        | Господарі        | Результат               | Гості                | Турнір                                        | Голи | Примітки |
| ---------- | ------------ | ---------------- | ----------------------- | -------------------- | --------------------------------------------- | ---- | -------- |
| 26-3-2019  | Дакар        | Сенегал          | 2 – 1                   | Малі                 | товариський матч                              | -    |          |
| 16-6-2019  | Доха         | Алжир            | 3 – 2                   | Малі                 | товариський матч                              | -    | 89'      |
| 2-7-2019   | Ісмаїлія     | Ангола           | 0 – 1                   | Малі                 | Кубок африканських націй 2019 - груповий етап | -    |          |
| 17-11-2019 | Нджамена     | Чад              | 0 – 2                   | Малі                 | Відбір до Кубка африканських націй 2021       | -    |          |
| 9-10-2020  | Манавгат     | Малі             | 3 – 0                   | Гана                 | товариський матч                              | -    |          |
| 13-11-2020 | Бамако       | Малі             | 1 – 0                   | Намібія              | Відбір до Кубка африканських націй 2021       | -    |          |
| 17-11-2020 | Віндгук      | Намібія          | 1 – 2                   | Малі                 | Відбір до Кубка африканських націй 2021       | -    |          |
| 12-1-2022  | Лімбе        | Туніс            | 0 – 1                   | Малі                 | Кубок африканських націй 2021 - груповий етап | -    |          |
| 16-1-2022  | Лімбе        | Гамбія           | 1 – 1                   | Малі                 | Кубок африканських націй 2021 - груповий етап | -    | 43'      |
| 20-1-2022  | Дуала        | Малі             | 2 – 0                   | Мавританія           | Кубок африканських націй 2021 - груповий етап | 1    |          |
| 26-1-2022  | Лімбе        | Малі             | 0 – 0 д.ч. (5 - 6 п.п.) | Екваторіальна Гвінея | Кубок африканських націй 2021 - 1/8 фіналу    | -    |          |
| 25-3-2022  | Бамако       | Малі             | 0 – 1                   | Туніс                | Відбір до ЧС 2022                             | -    |          |
| 29-3-2022  | Радес        | Туніс            | 0 – 0                   | Малі                 | Відбір до ЧС 2022                             | -    |          |
| 26-9-2022  | Бамако       | Малі             | 0 – 0                   | Замбія               | товариський матч                              | -    |          |
| 16-11-2022 | Бір-ель-Джір | Алжир            | 1 – 1                   | Малі                 | товариський матч                              | 1    |          |
| 24-3-2023  | Бамако       | Малі             | 2 – 0                   | Гамбія               | Відбір до Кубка африканських націй 2023       | -    |          |
| 18-6-2023  | Браззавіль   | Республіка Конго | 0 – 2                   | Малі                 | Відбір до Кубка африканських націй 2023       | -    |          |
| 17-11-2023 | Бамако       | Малі             | 3 – 1                   | Чад                  | Відбір до ЧС 2026                             | -    | 90'      |
| 20-11-2023 | Бамако       | Малі             | 1 – 1                   | ЦАР                  | Відбір до ЧС 2026                             | -    |          |
| Усього     |              | Матчів           | 19                      |                      | Голів                                         | 2    |          |